# Adrium catoxanthum
Adrium catoxanthum är en skalbaggsart som först beskrevs av White 1855.  Adrium catoxanthum ingår i släktet Adrium och familjen långhorningar. Inga underarter finns listade i Catalogue of Life.